# Thaumatichthyidae
Thaumatichthyidae es una familia de peces de aguas profundas. Se encuentran entre los más extraños peces pescadores, caracterizados por tener enormes dientes en el margen de su boca, pero especialmente por su llamativa mandíbula superior, que tiene un enorme tamaño y se proyecta mucho hacia adelante. Son capaces de desdoblar su premaxilar para formar una especie de jaula con sus dos mandíbulas y sus enormes dientes al capturan su presa. Pueden estar emparentados con los Oneirodidae, pero los diferencian por tener este aspecto tan peculiar. Los de esta familia se les suele llamar vulgarmente como peces trampa o peces cepo. Al igual que muchos de los ceratoideos, los thaumatichtyidae son raros y solo se han encontrado poco más de 60 especímenes. Las especies se encuentran en los Océanos Pacífico y Atlántico.

## Géneros
Hay dos géneros principalmente, cada uno según la disposición de la carnada bioluminiscente:
- Thaumatichthys con la carnada a modo de lámpara del paladar del enorme maxilar.
- Lasiognathus con la carnada encima de la cabeza y suspendida por un apéndice.

## Especies
- Género Lasiognathus
  - Lasiognathus amphirhamphus Pietsch, 2005.
  - Lasiognathus beebei Regan & Trewavas, 1932.
  - Lasiognathus intermedius Bertelsen & Pietsch, 1996.
  - Lasiognathus saccostoma Regan, 1925.
  - Lasiognathus waltoni Nolan & Rosenblatt, 1975.
- Género Thaumatichthys
  - Thaumatichthys axeli (Bruun, 1953).
  - Thaumatichthys binghami Parr, 1927.
  - Thaumatichthys pagidostomus Smith & Radcliffe, 1912.